# 左富士信号所
左富士信号所（ひだりふじしんごうじょ）は、かつて静岡県富士市にあった岳南鉄道（現・岳南電車）岳南線の信号場である。

## 歴史
- 1949年（昭和24年）11月18日：開設。
- 1982年（昭和57年）8月3日：廃止。

## 構造
スイッチバック構造を持つ信号場で、岳南線旧国道1号線踏切の直ぐ北側に存在し、日産自動車吉原第1工場（現・ジヤトコ）への引込線の分岐と、これを利用して吉原 - 本吉原間の列車交換に使用されていた。また、信号場建物は本線分岐手前西側にあったが、現在は建物基礎のみが僅かに残っている。
なお、列車交換時は、まず吉原からの下り列車がタブレットを渡した後に引込線側に入線し、上りの通過後に再び本線に戻りタブレットを受け取り、日産前方へ向うように運行していた。

## 隣の駅
岳南鉄道
■岳南線
吉原駅 - 左富士信号所 - 日産前駅